# Bianco antico
Il bianco antico è una gradazione di bianco, situato fra quest'ultimo colore, l'arancione e il giallo.